# Temesváry-kastély (Uzon)
Az uzoni Temesváry-kastély Háromszék egyedülálló eklektikus kúriája, amely feltehetően a 19. század második felében épült. Az udvarház és kastély határán lévő kisméretű műemlék épület tervezőjének személye  ismeretlen, az 1911-ben nemesi címet szerzett Temesváry család lakhelyeként szolgált. Az épületben jelenleg a Temesváry János (1880-1947) nevét viselő óvoda működik, egykori kertje az óvodások számára játszótérként szolgál.
Tervezője, építésének pontos ideje nem ismert. A rendszerváltás után a Temesváry család leszármazottai visszaigényelték a kastélyt és a hozzá tartozó birtokot, így 2000-ben, a Kolozsváron  élő Nagyosy Zoltán tulajdonába került.
A Temesváry család tagjai az uzoni temetőben álló családi kriptában vannak eltemetve. Az épületet Gerlóczy Mariette 1976-ban, Magyarországra való áttelepülésekor a falu közösségének adományozta, hogy ravatalozóként használják. A rendszerváltást követően ott helyezte el az eredetileg Kolozsváron, a Házsongárdi temetőben örök nyugalomra helyezett Temesváry (IV.) János földi maradványait.

## Leírása
Napjainkban az elmúlt évtizedek beavatkozásainak nyomai fogadják az egykori nemesi porta látogatóit: a közel épült tömbházak, betonelemekből összeállított kerítés és a kocsibehajtó kapulábait díszítő férfi és női mellszobor csonkjai. Az udvarba lépve azonban a nemrég szépen felújított kastélyocska látható, amely ellensúlyozza az első benyomást.
Az eklektikus stílusban épült Temesváry-kúria a kapuval párhuzamosan, jobbra helyezkedik el. Fő- és hátsó homlokzata két egészen eltérő stílus jeleit mutatja. A kapuzat díszéül szolgált női és a férfi mellszobor a  két homlokzat kialakítását is jelképezi. Az egyszerűségre, szimmetriára törekvő, historizáló főhomlokzat, mely a férfi princípium  jelképe, neoreneszánsz és klasszicizáló elemekkel épült, és egy romantikus udvarház képét mutatja. Középtengelyében pillérekre támaszkodó timpanonos portikuszt alakítottak ki, melynek orommezejében a család címere helyett a hit szimbólumai, a lángoló Krisztus-szív, a horgony és a kereszt látható, valószínűleg azért, mert 1911-ben a Temesváry család nemességet szerzett, de a királyi könyvek tanúsága szerint címerhasználati jogot nem kapott. A homlokzat két végén egy-egy kiugró, sátortetővel fedett rizalit található. 
A szimmetrikus rendben elhelyezett ablakok körül késő reneszánsz (manierista) jellegű, kváderköveket imitáló vakolatdíszítés van, a rizalitok sarkait armírozás tagolja.
A kertre néző homlokzat a nőiesség jegyében és az empire ízlésvilág kellékeivel készült. Minden építészeti elemében, díszítőmotívumában a hajlított, gömbölyded formák, a játékosság, könnyedség köszön vissza. 
A homlokzat meghatározó elemei a négyzetes pavilonok, amelyek a koronázópárkány fölött harang alakú bádogsisakkal fedett és  kovácsoltvas ráccsal díszített, nyolcszögletű tornyokká alakulnak, melyeket füzérdíszek emelnek ki. A pavilonok ión fejezetes pilaszterpárjai között keskeny ablakokat, illetve vakablakokat alakítottak ki, az előbbiek timpanonnal, az utóbbiak pedig egyenes párkánnyal záródnak. A homlokzat pavilonok közötti, öttengelyes középszakaszát nagyméretű, félköríves ablakok határozzák meg, melyeket szintén ión fejezetes pilaszterek választanak el egymástól.
A főtengelyben nyíló, félköríves ajtó fölötti falmezőt babérkoszorúk díszítik. A kerti  homlokzat két szélén egy-egy kartus- és virágmotívumokkal díszített ablakot képeztek ki.
A kerti homlokzat két szélén egy-egy ablak áll. A tagozatok közötti mezőket különböző ornamensek: koszorú, füzér, pajzsmotívum és szalagok díszítik, a sarkokat armírozás tagolja.
Az oldalhomlokzatok a főhomlokzathoz hasonlóan klasszicizáló stílusjegyében vannak kialakítva. Egyszerű, timpanonos záródású ablakok, és hangsúlyos párkányok osztják a felületét.
A külső tagolás a belső szerkezetet is érzékelteti. A kétmenetes épületet a rizalitok és a pavilonok helyiségei egészítik ki.
Az épület eklektikus jellegét kifestése is hangsúlyozza: a bordó falsíkból kiemelkednek a fehér tagozatok. A jelenlegi színezés nem tükrözi az eredeti állapotot. A festékréteg alatt látható, hogy korábban sárgás színű volt a külső homlokzat.
Az egykori kocsibehajtó oszlopainak hátoldalán a TJ monogram (minden bizonnyal Temesváry János nevének kezdőbetűi) és az 1924-es évszám olvasható.